# Handroanthus
Genre
Classification phylogénétique

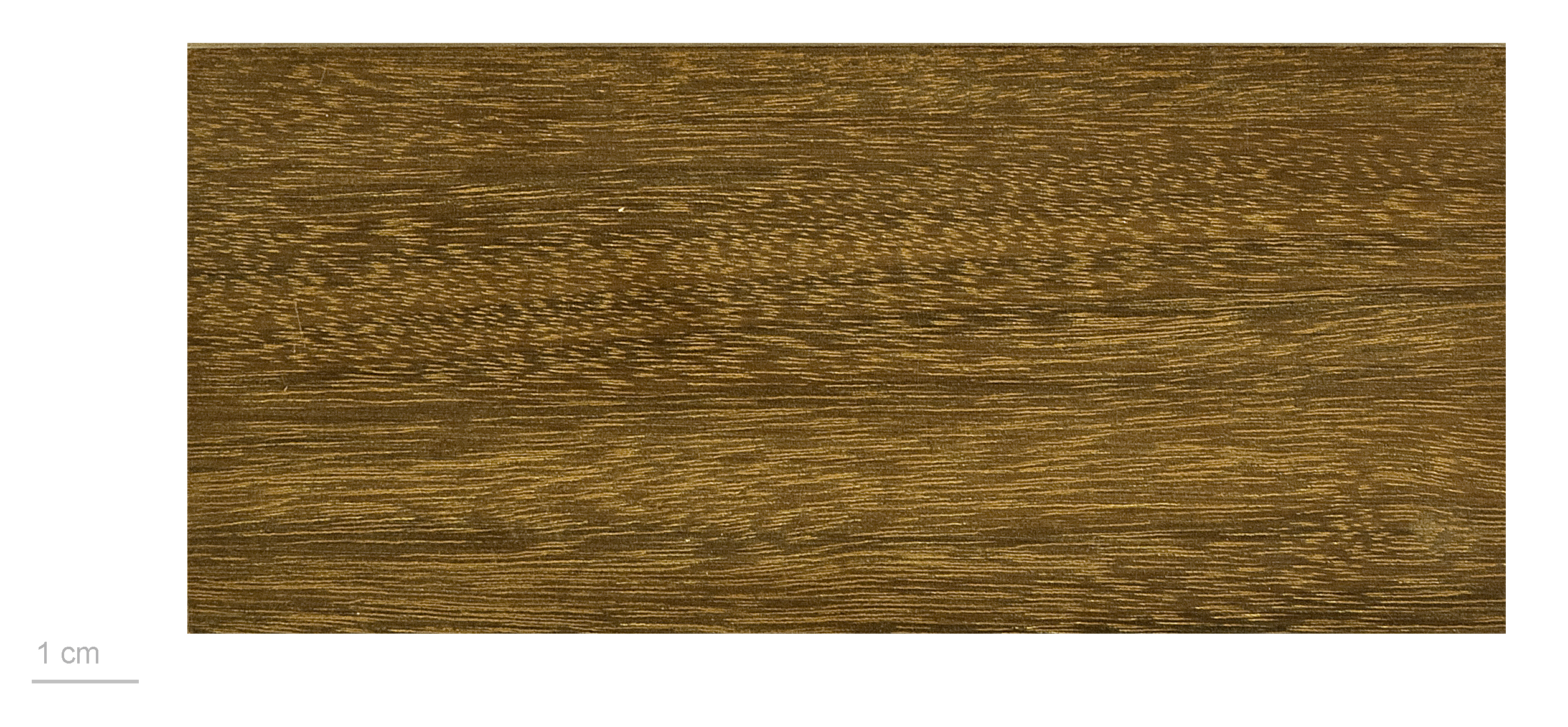
Handroanthus serratifolius au MHNT.

Handroanthus est un genre de plantes à fleurs de la famille des Bignoniaceae. Il se compose de 30 espèces d'arbres, connues en Amérique latine sous les noms communs poui, pau d'arco, ipê ou en Guyane ébène vert, ébène rose. Les grandes essences de bois sont parfois appelées lapacho ou guayacan, mais ces noms sont plus correctement appliqués aux espèces Handroanthus lapacho et Handroanthus guayacan, respectivement.
Le nom Handroanthus a été créé en 1970 mais n'a pas été généralement accepté. En 1992, ce taxon a été inclus dans le genre Tabebuia lors d'une révision du genre. Handroanthus a été réhabilité en 2007 lorsqu'une comparaison des séquences d'ADN par des méthodes cladistiques a montré que le genre Tabebuia alors défini, n'était pas monophylétique,.
Les Handroanthus sont indigènes de l'Amérique centrale jusqu'au nord de l'Argentine, du Paraguay et du Chili, avec une seule espèce, Handroanthus billbergii, originaire des Antilles et du nord de l'Amérique du Sud. Les handroanthus sont souvent cultivés loin de leur aire de répartition naturelle, comme arbres d'ornement, pour leur floraison spectaculaire. Ils se naturalisent facilement lorsqu'ils sont introduits car leurs graines produites en quantité sont largement disséminées par le vent. Plusieurs espèces sont d'importants arbres à bois des tropiques américains. Des utilisations médicinales ont été rapportées mais leur efficacité et leurs effets secondaires n'ont pas été bien étudiés.

## Taxonomie
Le nom correct complet (avec auteur) de ce taxon est Handroanthus Mattos.
Ce taxon porte en français le nom vernaculaire ou normalisé suivant : ébène verte.

## Espèces
Les espèces comprennent: 
- Handroanthus albus  (Chamisso) J.R. Mattos
- Handroanthus arianeae (A. H. Gentry) S. Grose
- Handroanthus barbatus (E. Mey.) Mattos
- Handroanthus billbergii  (Bureau & K.M. Schumann) S. Grose
- Handroanthus botelhensis (A. H. Gentry) S. Grose
- Handroanthus bureavii (Sandwith) S. Grose
- Handroanthus capitatus (Bureau ex. K. Schum.) Mattos
- Handroanthus catarinensis (Gentry) S. Grose
- Handroanthus chrysanthus  (Jacquin) S. Grose
- Handroanthus chrysotrichus  (Martius ex A.P. de Candolle) J.R. Mattos
- Handroanthus coralibe (Standley) S. Grose
- Handroanthus cristatus (Gentry) S. Grose
- Handroanthus guayacan  (Seemann) S. Grose
- Handroanthus heptaphyllus  (Vellozo) J.R. Mattos
- Handroanthus impetiginosus  (Martius ex A.P. de Candolle) J.R. Mattos
- Handroanthus incanus  (A.H. Gentry) S. Grose
- Handroanthus lapacho  (K.M. Schumann) S. Grose
- Handroanthus obscurus (Bur. ex. K Schum.) Mattos
- Handroanthus ochraceus  (Chamisso) J.R. Mattos
- Handroanthus ochraeus subsp. heterotrichus (DC) S. Grose
- Handroanthus ochraeus subsp. neochrysanthus (A. H. Gentry) S. Grose
- Handroanthus pedicellatus (Bur. ex K. Schum.) Mattos
- Handroanthus pulcherrimus (Sandwith) S. Grose
- Handroanthus pumilus (A. H. Gentry) S. Grose
- Handroanthus riodocensis (A. H. Gentry) S. Grose
- Handroanthus selachidentatus (A. H. Gentry) S. Grose
- Handroanthus serratifolius  (Vahl) S.O. Grose  - ébène vert
- Handroanthus spongiosus (Rizzini) S. Grose
- Handroanthus subtilis  (Sprague & Sandwith) S. Grose
- Handroanthus uleanus (Kraenzl) S. Grose
- Handroanthus umbellatus  (Sonder) J.R. Mattos
- Handroanthus vellosoi  (Toledo) J.R. Mattos

## Description
La description suivante est extraite de l' article qui a ressuscité Handroanthus en 2007.
- Arbres ou arbustes occasionnellement.
- Le bois est très dense. Bois de cœur distinct de l'aubier, brun olive à noir, lapachol présent en grande quantité.
- Les feuilles palmées (3) 5-9 foliées.
- Folioles avec différents types de trichomes ainsi que des écailles en lépidote.
- Inflorescence avec ramification dichotomique.
- Calice coriace, campanulé, 5 denté, pubescent.
- Corolle tubulaire, jaune ou magenta à gorge jaune.
- Étamines didynamiques ; Theca divariquée ; Staminode réduit.
- Ovaire conique à linéaire, biloculaire.
- Ovules en 2 à 10 séries dans chaque locule.
- Fruit: capsule déhiscente allongée.
- Graines fines avec 2 ailes. Ailes minces et nettement délimitées du corps de semence.

Handroanthus se distingue de Tabebuia par plusieurs caractères morphologiques. Le bois est parmi les plus durs et les plus lourds connus. Le bois de cœur est distinct de l'aubier et contient de grandes quantités de lapachol. Handroanthus a les mêmes écailles en lépidote que Tabebuia, mais a également différents types de poils. Le calice est 5-denté et campanulé à cupulaire. La corolle est jaune, sauf chez ces quatre espèces où elle est magenta avec une gorge jaune. Tabebuia ne possède que deux espèces à fleurs jaunes, Tabebuia aurea et Tabebuia nodosa. Le fruit de Handroanthus est rarement glabre comme celui de Tabebuia. Il varie généralement de peu pubescent à densément tomenteux.

## Usages
Handroanthus est largement utilisé comme arbre ornemental sous les tropiques dans les jardins paysagers, les places publiques et les boulevards en raison de sa floraison impressionnante et colorée. De nombreuses fleurs apparaissent sur des tiges encore sans feuilles à la fin de la saison sèche, ce qui rend la floraison plus visible. Handroanthus impetiginosus, Handroanthus chrysotrichus et Handroanthus ochraceus sont bien connus sous les tropiques. Handroanthus chrysanthus, Handroanthus guayacan, Handroanthus serratifolius, Handroanthus umbellatus et Handroanthus vellosoi sont également plantés dans des climats chauds.
Handroanthus heptaphyllus, Handroanthus serratifolius, Handroanthus guayacan, Handroanthus chrysanthus et Handroanthus billbergii sont des arbres à bois d'œuvre importants des néotropiques. Le bois de Handroanthus billbergii est apprécié pour la sculpture. Les peuples indigènes d'Amazonie fabriquaient des arcs de chasse à partir du bois, qui est à l'origine du nom commun pau d'arco, "bois d'arc".
Une grande partie du bois d’œuvre de Handroanthus est exportée. Ses caractéristiques technologiques en font un bois d'intérêt commercial : durable en extérieur, il est généralement utilisé pour les meubles et les terrasses. Il est de plus en plus populaire comme matériau de terrasse en raison de sa résistance aux insectes et de sa durabilité. Les Handroanthus et les Guaiacum (Zygophyllaceae) non apparentés produisent le bois le plus dur, le plus lourd et le plus durable des tropiques américains. Les arbres morts de Handroanthus guayacan sont restés debout après avoir été tués par l'inondation de leur habitat lors de la construction du canal de Panama.
Le bois de Handroanthus coûte un prix élevé. Le bois d'autres essences est parfois vendu frauduleusement sous le nom de Handroanthus. En 2007, le bois d'ipê certifié FSC était devenu facilement disponible sur le marché, bien que des certificats soient parfois falsifiés.
Une grande partie de l'ipê importée aux États-Unis est utilisée pour les terrasses. À partir de la fin des années 1960, les sociétés importatrices ont ciblé de grands projets de promenade pour vendre de l'ipê, à commencer par le Département des parcs et des loisirs de la ville de New York ("Parks"), qui entretient les promenades de la ville, y compris le long de la plage de Coney Island. La ville a commencé à utiliser l'ipê à cette époque et a depuis converti toute la promenade (plus de 16 kilomètres de long) en ipê. L'ipê a duré environ 25 ans, date à laquelle (1994) Parks l'a remplacé par un nouvel ipê. La Sultana, un yacht reconverti à partir d'un navire espion soviétique, a été équipé d'un pont en ipê lors de sa restauration. En 2008-2009, la ville de Wildwood (New Jersey), a reconstruit une section de sa promenade en ipê bien que la ville se soit engagée à utiliser du bois de robinier, mais ce dernier n'était pas disponible à temps. De même, le parvis de la bibliothèque François Mitterrand à Paris est construit en ipé.
Étant donné que les ipê poussent généralement dans des densités de seulement un ou deux pieds par 1 acres (0,404685642 ha), de vastes zones forestières doivent être prospectées et coupées pour créer des pistes de débardage pour récolter les arbres afin de répondre aux commandes de promenades et autres terrasses.
La demande médicinale de Handroanthus est forte, mais jusqu'à présent, elles proviennent toujours de sources non fiables. Pour cette raison, la littérature abondante sur ce sujet n'est pas revue ici.
L'écorce de plusieurs espèces de Handroanthus est vendue sur les marchés sud-américains. L'écorce d'apparence similaire est souvent frauduleusement considérée comme un Handroanthus. Il est utilisé de diverses manières pour soulager certains symptômes de certains cancers. Aucune preuve ne montre qu'elle prévient la maladie ou ralentit sa progression, comme cela est souvent prétendu.
L'écorce est séchée, râpée, puis bouillie pour faire un thé brunâtre au goût aigre ou amer. Le thé d'écorce intérieure d'Ipê rose (Handroanthus impetiginosus) est connu sous le nom de pau d'arco, lapacho ou taheebo. Ses principaux ingrédients actifs sont le lapachol, la quercétine et d'autres flavonoïdes. Un thé déshydraté est également disponible sous forme de pilule. Taheebo est utilisé depuis des années en Amérique centrale et en Amérique du Sud pour traiter un certain nombre de maladies, dont l'eczéma, la candidose, les infections fongiques et même le cancer. La valeur et l'utilisation de l'extrait de Taheebo ont été liées à l'importance de la quinine, qui est extraite de l'écorce du quinquina (Cinchona) d'Amérique du Sud et est un traitement médicalement accepté pour le paludisme. Le remède à base de plantes est généralement utilisé pendant la grippe et la saison froide et pour soulager la toux du fumeur[réf. nécessaire]. Il fonctionne apparemment comme un expectorant, en favorisant les poumons à cracher et à libérer le mucus et les contaminants profondément enfouis[réf. nécessaire]. Cependant, le lapachol est plutôt toxique et donc une utilisation plus topique par exemple comme antibiotique ou pesticide peut être recommandée[réf. nécessaire]. D'autres espèces à usage médical populaire important sont Handroanthus albus et Handroanthus serratifolius.
Handroanthus ochraceus (synonyme : Tabebuia heteropoda), Handroanthus incanus et d'autres espèces sont parfois utilisés comme additifs à la boisson enthéogène Ayahuasca.

## Écologie
Le nectar des fleurs de Handroanthus est une importante ressource pour plusieurs espèces d'abeilles et de colibris.
Mycosphaerella tabebuiae, un champignon phytopathogène a été découvert pour la première fois sur un arbre Handroanthus, connu à l'époque sous le nom de Tabebuia[réf. nécessaire]. La taxonomie de Mycosphaerella est très confuse et l'identification de ce nom est discutable[réf. nécessaire].

## Symbolisme
En raison de sa popularité, Handroanthus a souvent été adopté comme symbole ou emblème pour les nations ou autres divisions politiques.
La distinction entre fleur nationale et arbre national n'est parfois pas tout à fait claire. Gentry (1992) donne les informations suivantes sans faire cette distinction.
- Brésil - Handroanthus serratifolius
- Equateur - Handroanthus chrysanthus
- Paraguay - Handroanthus heptaphyllus
- Venezuela - Handroanthus billbergii

## Histoire

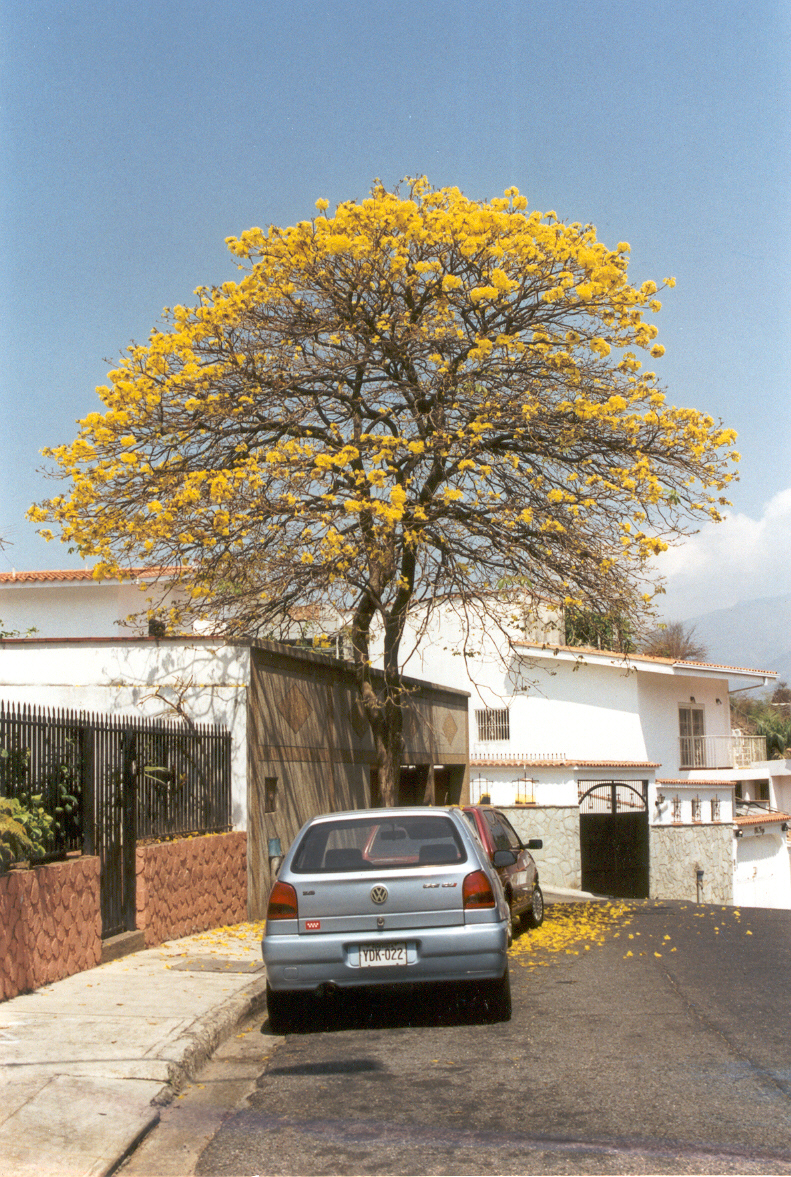
Araguaney (Handroanthus chrysanthus) arbre sur une rue de Caracas

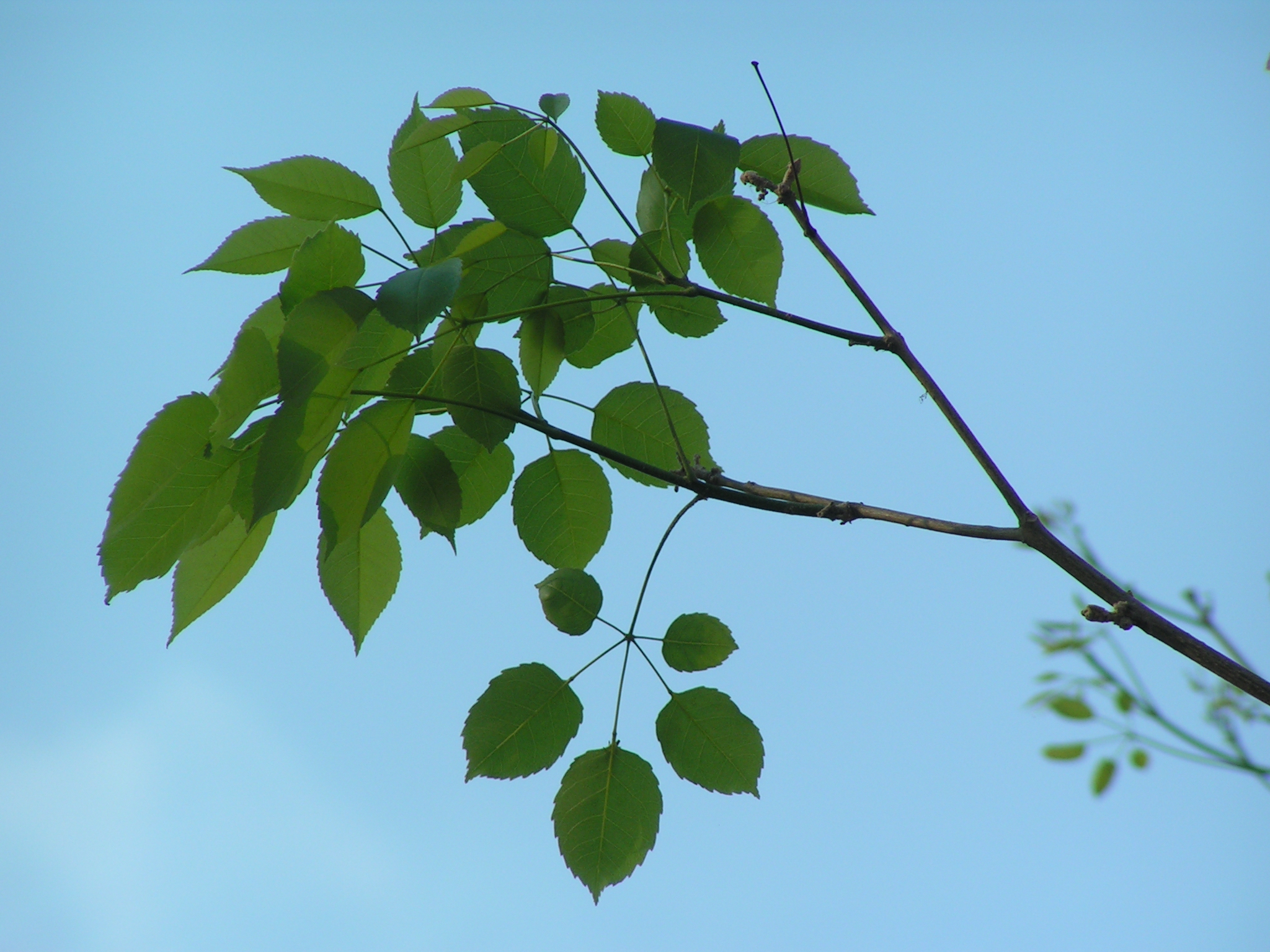
Détail de feuilles d'ébène rose (Handroanthus impetiginosus)

Le genre Handroanthus a été créé par Joáo Rodrigues de Mattos en 1970 en l'honneur du botaniste brésilien Oswaldo Handro. "Anthus" est dérivé d'un mot grec pour "fleur"[réf. nécessaire].
La plupart des botanistes à l'époque n'étaient pas d'accord avec la ségrégation de Handroanthus du genre Tabebuia. Alwyn H. Gentry s'y est vigoureusement opposé et a mis en garde "de succomber à de nouveaux paroxysmes de scission injustifiée".
En 1992, Gentry a publié un traitement taxonomique complet de Tabebuia, dans lequel il a décrit 99 espèces et un hybride pour le genre : 67 espèces et un hybride demeurent dans le genre Tabebuia, 2 espèces ont été transférées dans le genre Roseodendron et 30 espèces sont maintenant placées dans le genre Handroanthus. Gentry avait divisé le genre Tabebuia en 10 groupes d'espèces. Handroanthus, tel qu'il est actuellement circonscrit, est composé des groupes 3, 4 et 5 de Gentry. Gentry croyait que le groupe 5 était naturel, tandis que les groupes 3 et 4 étaient artificiels, désignés dans le seul but de faciliter l'identification botanique.
En 2007, une étude de phylogénétique moléculaire a déterminé que le genre Tabebuia était constituée de trois clades fortement soutenus, dont aucun n'était frère de l'un ou l'autre. Ainsi Tabebuia s'est avéré être polyphylétique. L'un de ces clades était constitué des deux espèces qui constituent le genre Roseodendron. Un autre contenait l'espèce type de Tabebuia et a donc conservé ce nom. Le nom Handroanthus a été ressuscité pour le troisième clade, qui contenait son espèce type, Handroanthus albus.
Handroanthus est membre d'un clade composé des genres Spirotecoma, Parmentiera, Crescentia et Amphitecna. Il avait longtemps été placé dans la tribu Tecomeae, mais cette tribu a été considérablement réduite à seulement 11 ou 12 genres et ne comprend plus Handroanthus. Handroanthus est l'un des 12 à 14 genres qui composent un groupe connu sous le nom d'alliance Tabebuia. Ce groupe n'a été assigné à aucun rang taxonomique, pas plus que Crescentiina, le plus petit groupe dont il est membre.
L'analyse cladistique des données d'ADN a fortement soutenu Handroanthus, mais l'échantillonnage des taxons et de l'ADN n'a pas été suffisant pour soutenir fortement les relations au sein du genre.